# Julius Nordlindh

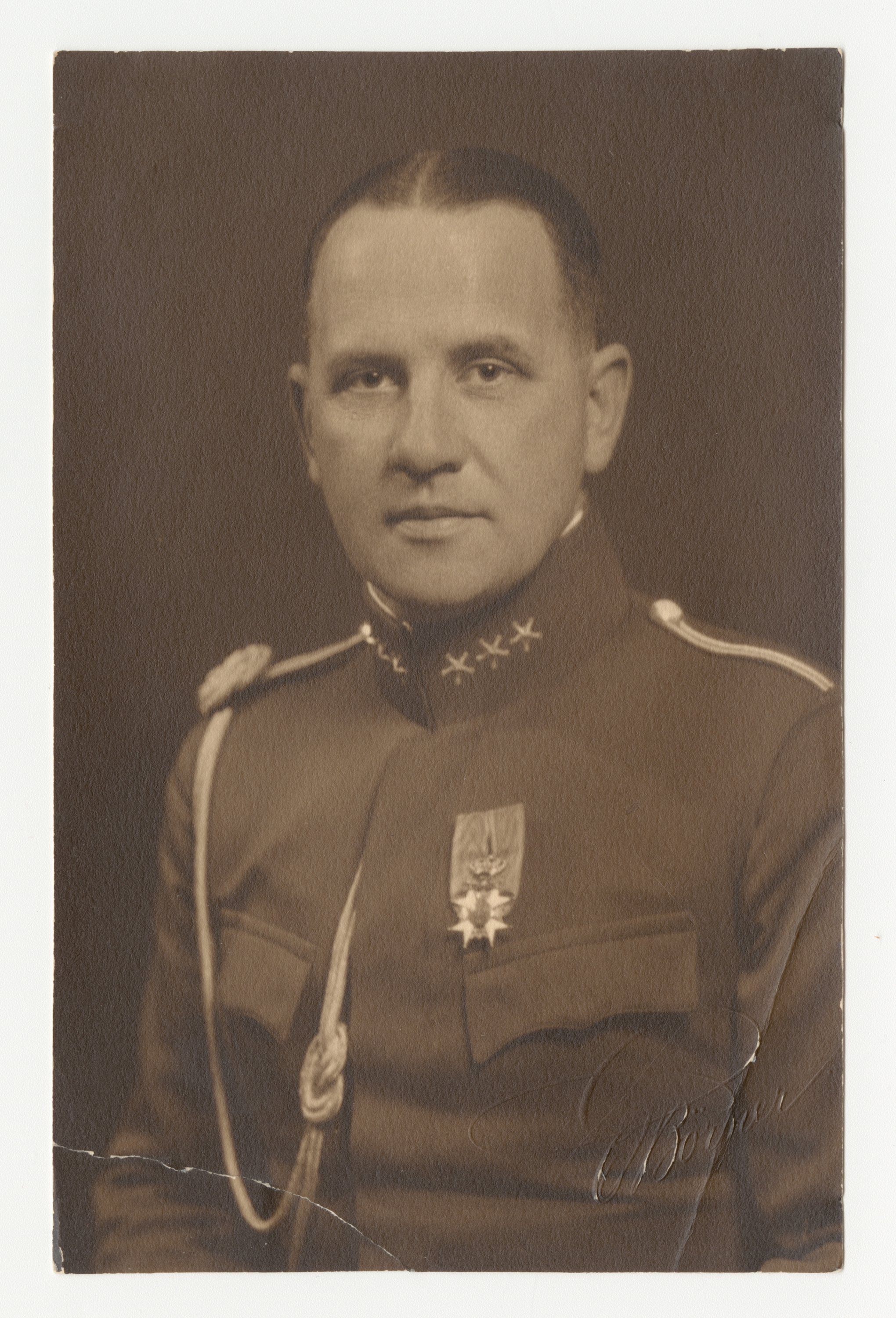
Porträtt av Julius Nordlindh

Oscar Julius Nordlindh, född 21 juli 1883 i Nedre Ulleruds församling, Värmlands län, död 20 maj 1942 i Hässleholm, var en svensk militär.
Nordlindh blev underlöjtnant vid Skånska trängkåren 1905, löjtnant där 1907, kapten vid trängen 1918, major med placering på tränginspektionen 1928 och chef för Skånska trängkåren 1933. Han befordrades till överstelöjtnant i armén 1934 (vid trängen 1935) och till överste i armén 1937 (vid trängen 1938). Han var direktör för Ousby Kimröks Fabriks AB i Osby från 1917. Nordlindh blev riddare av Svärdsorden 1926 och kommendör av andra klass av samma orden 1940.  Nordlindh vilar på Östra begravningsplatsen i Hässleholm.